# Kathia Salazar
Kathia Regina Salazar Labarthe (Lima, 2 de enero de 1972), fue una nadadora peruana, ahora entrenadora de este deporte. Fue campeona sudamericana y batió varios récords. Tiene 53 años. 
Estudió en el Colegio María Reina, y se inició en la natación a la edad de 5 años en el Club San Isidro. Su padre Carlos Salazar fue un deportista que integró la representación nacional de atletismo. Su hermana menor también es nadadora. Actualmente entrena en el club Deporclub ubicado en Rinconada del lago.

## Trayectoria

### Como nadadora
- 1980 - ?: Club San Isidro.
- 2002 - 2004: Aquatica Sports Center.
- 2007 - 2008: Club Regatas Lima.

### Como entrenadora
- 2000: Ángel Romero.
- 2002 - 2004: Aquatica Sports Center.
- 2007 - 2008: Club Regatas Lima.
- Desde 2008: Deporclub.

- Datos: Q5958575